# St. Elisabeth Realschule
Die St. Elisabeth Realschule ist eine staatlich anerkannte Realschule in freier Trägerschaft in Friedrichshafen. 554 Schülerinnen und Schüler werden von 44 Lehrerinnen und Lehrern unterrichtet.

## Geschichte
Bereits 1897 hatten die Franziskanerinnen von Sießen im früheren Hotel Deeg „Zur Krone“ in Friedrichshafen eine Bildungsanstalt für Mädchen und Frauen eingerichtet. Diese zog 1917 in die Villa Taubenheim um, wo sie sich in den Folgejahren vom „Internat für höhere Töchter“ zur öffentlichen Mädchenrealschule entwickelte. Auf Anordnung der Nationalsozialisten wurde der Schulbetrieb 1936 eingestellt. Das Gebäude, das danach für den Unterricht städtischer Schulen, später als Wohnheim für Arbeiter der Rüstungsbetriebe diente, wurde 1944 bei Bombenangriffen zerstört. Nachdem der Schulbetrieb nach Kriegsende noch weitere fünfzehn Jahre geruht hatte, nahm 1960 die kaufmännische Handelsschule St. Antonius in der Karlstraße die erste Klasse der neu gegründeten Mädchenmittelschule St. Elisabeth auf. In den 1960er Jahren wurde die Schule in Mädchenrealschule St. Elisabeth umbenannt.
Im Jahr 1965 wurde der 1963 nach Plänen des Architekten Hanns Schlichte begonnene Schulneubau in der Werastraße 23 vollendet. Die Einweihung fand am 21. September 1965 statt. 1977 wurde das Gebäude um ein Stockwerk (sechs Klassenzimmer) erweitert. Weitere Umbauten erfolgten 1984/85 und 1991/92. 1996 wurden die Sießener Schulen in die „Sießener Schulen gGmbH“ überführt und erhielten damit rechtliche Selbstständigkeit. 1993 gründeten Schülerinnen, Lehrer und Eltern den Freundeskreis der Mädchenrealschule St. Elisabeth e. V. als Förderverein der Schule.
Seit dem Schuljahr 2012/13 nimmt die Schule auch Jungen auf, die zunächst in eigenen Klassen unterrichtet wurden. Inzwischen bietet die Schule neben reinen Mädchenklassen auch gemischtgeschlechtliche Klassen an.

## Unterricht und Angebote
Religiöse Schwerpunkte werden durch den Morgenkreis, das tägliche Schulgebet, regelmäßige Gottesdienste, Besinnungstage für die Klassen 7 bis 9 und verschiedene Studienfahrten zu den Klostertagen in Sießen sowie nach Assisi und Rom gesetzt.
Auch die Lehre Franz von Assisis und Elisabeths von Thüringen fließen ins Gesamtkonzept mit ein. Ebenfalls ein wichtiges Angebot ist die Berufsorientierung (BORS), die den Schülerinnen und Schülern in Klasse 9 erste Einblicke in die Berufswelt und Hilfen beim Berufsfindungsprozess ermöglicht.
Es werden Arbeitsgemeinschaften im musisch-kreativen, im naturwissenschaftlichen und im sozialen Bereich angeboten. Seit 1966 existiert eine Partnerschaft mit dem Collège Lycée Saint-Joseph aus Vendôme.